# 長野県道48号松本環状高家線
長野県道48号松本環状高家線（ながのけんどう48ごう まつもとかんじょうたきべせん）は、長野県松本市郊外を通る県道（主要地方道）である。通称では環状高家線ともいう。

## 概要
松本市村井町南から松本空港周辺を通り、松本市新村で国道158号と交差したあと梓川左岸を通り安曇野市へといったん入り、梓橋で梓川を渡って再び右岸の松本市へと入って長野道下り線梓川SAスマートICを通過して、国道147号アルプス大橋東交差点まで半円状に延びている。　

### 路線データ
- 起点：松本市村井町南1丁目（国道19号交点、村井下町北交差点）
- 終点：松本市島内（国道147号交点、アルプス大橋東交差点）

## 歴史
- 1959年（昭和34年）8月1日：横沢村井停車場線、大野田梓橋停車場線の認定。
- 1976年（昭和51年）4月1日：横沢村井停車場線、大野田梓橋停車場線の一部を主要地方道松本環状高家線へ指定[1]。
- 1976年（昭和51年）10月14日：松本環状高家線の認定。
- 1993年（平成5年）5月11日 - 建設省から、県道松本環状高家線が松本環状高家線として主要地方道に再指定される[2]。
- 2011年（平成23年）4月1日：路線認定の変更。国道147号の旧道部（拾ヶ堰橋北交差点から新橋交差点間）が国道指定からはずれたことに伴い、高家バイパスまで区域が延長される[3]。
- 2012年（平成24年）7月2日：国道19号村井交差点から南荒井中交差点までの旧道部が県道の区域からはずれる。
- 2022年（令和4年）3月18日：梓橋の拡幅工事完了（松本方面の右折レーン延伸）[4]。

## 路線状況

### 渋滞対策（新村交差点）
国道158号との交差点である「新村交差点」付近は渋滞が激しいので、県はバイパス道路建設を含めた混雑解消策を検討している。アルピコ交通上高地線とは立体交差させる案が軸になる見通しである。県は地元との相談を始めているが、ルートや建設時期の具体案は決まっていない。

## 地理

### 通過する自治体
- 松本市
- 安曇野市
- 松本市

### 交差する道路
- 国道19号（松本市村井町南1丁目・村井下町北交差点、起点）
- 長野県道296号松本空港線（松本市神林・町神交差点）
- 長野県道298号土合松本線（松本市神林・川東交差点）
- 長野県道291号新田松本線（松本市和田・南和田交差点）
- 国道158号（松本市新村・新村交差点）
- 長野県道278号大野田梓橋停車場線（松本市梓川倭・倭交差点）
- 長野県道320号倭北松本停車場線（松本市梓川倭・氷室西交差点）
- 長野県道316号梓橋田沢停車場線（安曇野市豊科高家・梓橋西交差点）
- 長野自動車道梓川スマートインターチェンジ 下り線（松本市島内）
- 国道147号（松本市島内・アルプス大橋東交差点、終点）

### 沿線にある施設など
- JR篠ノ井線 村井駅
- 芳川公園
- 松本流通業務団地
- 松本空港
- 信州スカイパーク
- アルウィン
- 松本臨空工業団地
- 窪田空穂記念館
- アルピコ交通上高地線 新村駅
- JR大糸線 梓橋駅